# Rađevići, Pljevlja
Rađevići este un sat din comuna Pljevlja, Muntenegru. Conform datelor de la recensământul din 2003, localitatea are 95 de locuitori (la recensământul din 1991 erau 126 de locuitori).

## Demografie
În satul Rađevići locuiesc 87 de persoane adulte, iar vârsta medie a populației este de 52,7 de ani (50,4 la bărbați și 55,1 la femei). În localitate sunt 34 de gospodării, iar numărul mediu de membri în gospodărie este de 2,79.
Această localitate este populată majoritar de sârbi (conform recensământului din 2003).
|  |

| Demografie | Demografie | Demografie |
| An         | Locuitori  | Locuitori  |
| ---------- | ---------- | ---------- |
|            |            |            |
|            |            |            |
|            |            |            |
|            |            |            |
| 1948       | 184        |            |
| 1953       | 186        |            |
| 1961       | 223        |            |
| 1971       | 242        |            |
| 1981       | 166        |            |
| 1991       | 126        | 126        |
| 2003       | 104        | 95         |

| \| Componența etnică conform recensământului din 2003[2] \| Componența etnică conform recensământului din 2003[2] \| Componența etnică conform recensământului din 2003[2] \| Componența etnică conform recensământului din 2003[2] \| Componența etnică conform recensământului din 2003[2] \| \| ----------------------------------------------------- \| ----------------------------------------------------- \| ----------------------------------------------------- \| ----------------------------------------------------- \| ----------------------------------------------------- \| \| \| \| \| \| \| \| Sârbi \| Sârbi \| \| 80 \| 84,21% \| \| Muntenegreni \| Muntenegreni \| \| 15 \| 15,78% \| \| necunoscută \| necunoscută \| \| 0 \| 0% \| |              |  |    |        |
| Componența etnică conform recensământului din 2003 |              |  |    |        |
| |              |  |    |        |
| Sârbi | Sârbi        |  | 80 | 84,21% |
| Muntenegreni | Muntenegreni |  | 15 | 15,78% |
| necunoscută | necunoscută  |  | 0  | 0%     |